# Resolutie 1595 Veiligheidsraad Verenigde Naties
Resolutie 1595 van de Veiligheidsraad van de Verenigde Naties werd unaniem aangenomen op 7 april 2005 en opende een internationaal onderzoek naar de aanslag op de Libanese ex-premier Rafik Hariri.

## Achtergrond
In februari 2005 kwam Rafik Hariri, dit tot een jaar daarvoor premier van Libanon was geweest, om bij een bomaanslag. De regering trad hierop af, en er volgden grootschalige betogingen. De Verenigde Naties stelden een onderzoek in, dat uitmondde in de oprichting van het Libanontribunaal in Nederland.

## Inhoud
De Veiligheidsraad veroordeelde de bomaanslag in Beiroet op 14 februari, waarbij ook oud-premier Rafik Hariri om het leven was gekomen. De feitenonderzoeksmissie die ter plaatse was gestuurd was tot de conclusie gekomen dat Libanon zelf geen degelijk onderzoek hiernaar kon voeren. Een onafhankelijk internationaal onderzoek drong zich dus op en de Libanese overheid had hiermee ingestemd.
Aldus werd een onafhankelijke onderzoekscommissie opgericht die Libanon moest bijstaan met het onderzoek naar de terreuractie. De commissie moest:
- De volledige medewerking van Libanon krijgen,
- Zelf bewijzen kunnen verzamelen en getuigenissen afnemen,
- Bewegingsvrijheid hebben,
- De nodige faciliteiten en personeel krijgen.

Alle landen werden opgeroepen met de commissie mee te werken. Die commissie werd gevraagd haar werk binnen een termijn van drie maanden af te ronden. Secretaris-generaal Kofi Annan kreeg toestemming om die periode met nogmaals drie maanden te verlengen als dat nodig zou blijken.
Lijst ·  1581 ·  1582 ·  1583 ·  1584 ·  1585 ·  1586 ·  1587 ·  1588 ·  1589 ·  1590 ·  1591 ·  1592 ·  1593 ·  1594 ·  1595 ·  1596 ·  1597 ·  1598 ·  1599 ·  1600 ·  1601 ·  1602 ·  1603 ·  1604 ·  1605 ·  1606 ·  1607 ·  1608 ·  1609 ·  1610 ·  1611 ·  1612 ·  1613 ·  1614 ·  1615 ·  1616 ·  1617 ·  1618 ·  1619 ·  1620 ·  1621 ·  1622 ·  1623 ·  1624 ·  1625 ·  1626 ·  1627 ·  1628 ·  1629 ·  1630 ·  1631 ·  1632 ·  1633 ·  1634 ·  1635 ·  1636 ·  1637 ·  1638 ·  1639 ·  1640 ·  1641 ·  1642 ·  1643 ·  1644 ·  1645 ·  1646 ·  1647 ·  1648 ·  1649 ·  1650 ·  1651